# Rio São João (Rio de Janeiro)
O Rio São João é um rio brasileiro que banha o estado do Rio de Janeiro. Nasce na Serra do Sambê, Rio Bonito, no limite entre os municípios de Rio Bonito e Cachoeiras de Macacu, sendo uma importante fonte de abastecimento de água das cidades compreendidas pela Região dos Lagos, o motivo do represamento da lagoa de Juturnaíba. Sua foz é na localidade de Barra de São João, distrito praiano de Casimiro de Abreu.
A bacia do Rio São João está situada a 22 20’e 22 50’de latitude sul 42 00’ e 42 40’ de longitude oeste numa superfície de 2.160 km e perímetros de 266 km. A região Hidrográfica do Rio São João tem o formato de uma pera, a maior distancia Leste-Oeste é de 67 km e a de Norte-Sul de 43 km. O ponto mais elevado está a 1.719 metros.
Seus afluentes pela margem esquerda são os rios Panelas, São Lourenço, Aguas Claras, dos Pirineus ou Crubixais, Bananeiras e Riachão, o córrego do Espinho, os rios Maratuã, Indaiaçu, Aldeia Velha, Dourado e Lontra e as valas dos meros, dos Medeiros e da Ponte Grande. Pela margem direita desaguam os rios Gaviões, do Ouro, os córregos Cambucás, Salto D´água, e Ramiro, os rios Morto e Camarupi, as valas sdo Consórcio, Jacaré e Pedras e por fim o rio Gargoá.